# Baby Elephant Walk
Baby Elephant Walk ist ein Musikstück von Henry Mancini von 1962. Es wurde für die Komödie Hatari! geschrieben, die in Ostafrika spielt. Dem Stück wird ein kindlich-verspielter Charakter zugeschrieben, der ihn zu einem erfolgreichen Ohrwurm machte.
1962 erhielt Mancini für das Stück eine Grammy-Auszeichnung für das beste Instrumentalarrangement. In seiner Autobiographie erwähnt Mancini, dass das Stück im Stil von Boogie-Woogie geschrieben ist, weil ihn bei der Betrachtung einer Szene des Films kleine, laufende Elefanten in ihrer Art und Weise des Gehens stark an Boogie-Woogie erinnerten.
Das Stück wurde unter anderem von Lawrence Welk, Bert Kaempfert, Dalida, Tommy Seebach und Judy Lynn gecovert.